# María José Argaña Mateu
María José Argaña de Mateu (nascida em 1961) é uma política, empresária e diplomata paraguaia. De 2003 a 2008 foi Ministra da Secretaria de Assuntos da Mulher do Paraguai. Em 2017 foi nomeada Embaixadora do Paraguai em Portugal.

## Biografia
Mateu nasceu em Assunção, no dia 19 de maio de 1961, filha de José María Argaña e María Auxiliadora Guanes de Argaña. Ela juntou-se ao Partido Colorado aos 17 anos. Recebeu uma bolsa para estudar administração de empresas na Universidade de Tulane, em Nova Orleães, e trabalhou num banco durante 17 anos.
De 1999 a 2000 foi Directora de Relações Internacionais da Secretaria de Assuntos da Mulher. De 2003 a 2008 foi Ministra da Secretaria da Mulher. Mulher de negócios, ela possui um ginásio chamado Pulsations.
Em novembro de 2017 foi nomeada Embaixadora do Paraguai em Portugal.